# Manju Sharma
Manju Sharma (13 de febrero de 1940-Delhi, 31 de octubre de 2024) fue una biotecnóloga y botánica india, administradora de varios entes científicos y organismos que hacen política en India. Más recientemente presidenta y directora ejecutiva en el Instituto indio de Investigaciones Avanzadas en Gandhinagar, Guyarat. Antes había servido como secretaria del Departamento de Biotecnología, en el Ministerio indio de Ciencia y Tecnología, y se le otorgó el Padma Bhushan en 2007.
Ha sido pionera en estudios de biotecnología  en India. Tuvo un rol significativo en establecer varias instituciones en el país, incluyendo al Instituto Nacional de Inmunología, el Instituto Nacional de Estudios de Genoma Vegetal, los Centros de Estudios de Biomasa en Lucknow y Madurai, la Unidad de Biología Vegetal Molecular en la Universidad de Delhi y el Centro de Huella Genética ADN y Diagnósticos.

## Vida y trabajo
Sharma es nieta de Madan Mohan Malaviya, notable educacionista y político. Se casó con el Dr. Vinod Prakash Sharma, un malariólogo y entomólogo. Su hijo, Dr. Amit Sharma, se especializa en cristalografía de proteínas.
Se graduó por la Lucknow University, ganando el primer rango y recibiendo la Medalla de Oro Conmemorativa Birbal Sahni. Ganó su Ph.D. por la misma universidad en 1961; y, luego trabajó en la Universidad de Purdue como investigadora postdoctoral. Colaboró con A. Carl Leopold y Richard Sala, en estudios de producción de látex a través de uso de aceite etéreo y sus aplicaciones comerciales con plantaciones de goma malaya.
Sharma dirigió estudios de idioblastos vegetales cuando fue científica visitante del Instituto de Anatomía Vegetal y Citología, en la Universidad de Copenhague. Luego trabajó en el Instituto de Estudios de Bosque, Dehradun, donde investigó plantas leñosas,  estableciendo una correlación entre contenido de sílice y dureza de madera. Después de mudarse a Delhi, fue agente de investigaciones en el Consejo indio de Estudios Médicos y fue coautora de una monografía en plantas medicinales indias.
Sharma se unió el Departamento indio de Ciencia y Tecnología en 1974 como agente científica sénior. Fue Sénior Advisor en 1990, y en 1996 secretaria del cuerpo de gobierno. Ella fue instrumental en la creación del Biotech Consorcio India Ltd, una sociedad público-privada para promover la comercialización de productos de biotecnología. Al concluir su mandato, fue nombrada tutora del Ministerio de Ciencia y Tecnología en 2004.
En 2006, fundó el Instituto indio de Estudios Avanzados, ayudado por dotaciones de la Fundación Puri para la Educación en India, conduciendo estudios y proporcionando educación en Ciencias Vegetales, Salud Humana, Medicina Biomolecular y Bioinformática. Sirvió como Presidenta y Directora Ejecutiva hasta 2012, cuando el instituto se reconstituyó como universitario e introdujo un nuevo mecanismo de gobernanza.

## Premios y honores
- Premio Chandaben Mohanbhai Patel de Estudios Industriales para Científicas (1991)[9]
- Premio Borlaug (1995)[10]
- Primera Presidenta mujer de la Academia Nacional de Ciencias (1995–96)[11]
- Presidenta de la Asociación del Congreso de Ciencia india (1999)[12]
- Premio Dr. B. P. Pal Conmemorativo de la Asociación del Congreso de Ciencia india (2001)
- Premio G. M. Modi de ciencia (2002)[13]
- Padma Bhushan (2007)
- Doctorado Honorario, Universidad de Purdue (2012)[14]
- Miembro Academia Mundial de Ciencias
- Miembro Honorario, Sociedad india de Bioquímicos Agrícolas
- Primera presidenta del Consejo Internacional para la Ciencia Foro de Ciencia para Mujeres (2004)